# 귄첼슈트라세역
귄첼슈트라세역(U-Bahnhof Güntzelstraße)은 베를린 샤를로텐부르크빌머스도르프구 빌머스도르프에 있는 U9의 역이다. 1971년 1월 29일에 개통했다. 귄첼슈트라세(Güntzelstraße)와 트라우테나우슈트라세(Trautenaustraße)의 교차점에 역사가 설치되었다. 역에는 계단만 설치되어 있으며 에스컬레이터나 엘리베이터는 없다. 역의 이름은 1886년부터 1892년까지 독립된 지자체였던 빌머스도르프의 대표인 카를 아우구스트 베른하르트 귄첼(Karl August Bernhard Güntzel)에서 왔다.
역사 외벽은 주황색 타일로 마감되어 있으며, 중앙부 기둥은 청회색, 천장은 흰색으로 마감되어 있다.

## 인접 철도역
| 베를린 지하철 9호선                          | 베를린 지하철 9호선 | 베를린 지하철 9호선                     |
| -------------------------------------------- | ------------------- | --------------------------------------- |
| 베를리너 슈트라세 라트하우스 슈테글리츠 방면 | U9                  | 슈피헤른슈트라세 오슬로어 슈트라세 방면 |